# アメリカンチョッパー
『アメリカンチョッパー』 (原題：American Chopper) は、ディスカバリーチャンネルで放送されているタトル親子を中心としたカスタム・バイク製作の現場を克明に捉えたドキュメンタリー番組（リアリティショー）である。

## 概要
彼らのバイク工房であるオレンジ・カウンティ・チョッパーズ (OCC : Orange County Choppers) を舞台とした、ユニークな人物たちのユーモラスな掛け合い、口喧嘩、そして思いつきのままに造られる特色豊かなカスタムバイクが特徴。
制作者が自由にテーマを設定して作成する（番組内では「テーマバイク」と総称される）事もあるが、多くの場合は企業や個人などの依頼によって造られるバイク（番組内では「カスタムバイク」と総称される）が多い。主な作品は、蜘蛛の巣をモチーフにしたブラックウィドーバイク (Black Widow Spider Bike) や、アメリカ空軍の依頼で作成したF-22がモチーフのAir Force "Raptor" Bikeなど。
2010年8月（日本では2011年10月・本国と比較してほぼ1年遅れ）よりスタートしたシーズン7より、「Senior vs. Junior」（邦訳「親子対決」）として模様替えし、OCCとPaul Jr. Designsのビジネス競争とカスタムバイク製作に主眼を置いた展開となっている。

## 出演者

### OCC（オレンジ・カウンティ・チョッパー）
ポール・タトル・シニア (Paul Teutul Senior)
OCC創業者・オーナーにして、ジュニアとマイケルの父。ちなみに、男3人と女1人の計4人の子供がいる。ハルク・ホーガンのような髭と両腕のタトゥーがトレードマークで、怒鳴る・キレる・物を壊すが持ち味。ジュニアには厳しいが、末っ子のマイケルと愛犬（特にガス）には甘い。過去に薬物中毒・アルコール依存症であったことを番組内で告白しており、「ジュニアとマイケルの成長に立ち会えなかった事を後悔している」と語ったことがある。
歯医者がとにかく嫌いで、歯医者に行く事だけでキレたことがある。仕事場の整理整頓に非常にうるさく、仕事場が汚くなると問答無用で掃除・整理整頓を命ずる。体を鍛える事が趣味で、よく仕事帰りにジムでウェイトトレーニングをしている。
離婚経験者（親子バイク対決#2）。陸軍州兵のバイク#1で再婚している（相手は長年付き合っていて、番組にも度々出ていた女性）。
世界同時不況も重なって受注や量産バイクの売り上げが伸び悩む中、ジュニアとの喧嘩別れを皮切りに多くの従業員を解雇し、自分と信頼する少数の従業員だけで会社の建て直しをすることを決意する。
マイク・アミラティ (Mike Ammirati : Mike)
OCCの重鎮（ショップスーパーバイザー）。穏やかな笑顔と眼鏡、手入れの行き届いた光り輝くスキンヘッドがトレードマークで、ヴィニーがOCCを離脱した後から頻繁に組立に登場している。今や、OCCのカスタムバイク製作には欠かせない存在である。
ニコラス・ハンスフォード (Nicholas Hansford : Nich)
OCCファブリケーターチームのリーダー格（ヘッドテクニシャン兼アセンブリスーパーバイザー）。日本で流れている古い作品では番組に出る機会は少なかったが、最近の作品では説明役として出ることが多い。
リック・ペトコ （Rick Petko : Rick：リッキー）
数少ないOCCの良心の一人。難しい造形をその溶接の腕でこなすOCCの仕事人。顔の印象からかとても人懐っこい感じがするが、どんな難しいタンクの造形もこなす凄腕。難しいタンクの造形の時には、必ずリックが出てくるほど信頼されている。
オールドスクールをこよなく愛し、シニアと話が合う唯一の（と言っても良い）人物。その為、良くヴィニーにその事をからかわれている（シニアとリックのオフィスでの会話をヴィニーが勝手にアテレコして遊んだ事もある）。
ジム・クイン (Jim Quinn ： JQ)
OCCで複雑なマシーン加工を一手に引き受ける仕事人。どんなに難しい造形であろうと、正確な測定とプログラミングの腕で難なくこなす(参照記事)。ノリはいい方で、ジュニアの悪乗りに付き合って内緒でパーツを作ってしまったりする（FANtasyバイク#1）。
クリスチャン・ウェルター (Christian Welter : Christian)
リックと並ぶOCCが誇るファブリケーター。テーマバイクでは主に最終組み立て時の配線作業等、複雑な工程を担当。バイク乗りらしいパンキーな容姿と腕のタトゥーがトレードマークで、ヴィニーがOCCを離脱した後から頻繁に組立に登場している。マイクと並んで、OCCのカスタムバイク製作には欠かせない存在である。
ジェイソン・ポール (Jason Pohl : Jason)
OCCの中では、タトル一家と肩を並べる程にクレイジーなクルー。デザインとCG・CADの腕に掛けてはOCC随一で、液晶ペンタブレットディスプレイを自在に操って、アイディアを形にする。ただし、その性格は「クレイジー」そのもので、シニアをして「扱いづらい」「気が狂ってる」「ジュニアの次に一番苛立つ社員」と言わしめたほど。キレるとハンドアックスを部屋の中で振り回し、キーボードや仕事部屋の壁・ドアすらも破壊してしまう。その性格と言動の奇異さからか、OCCクルーに良くいじられている。
インテル社のイベント「Quad-Core World Tour」で自分が仕事で使用しているワークステーションについて講演をしている。(参照記事)
デザイン面で実現可能かどうかを考慮してもらう意味と、ビルダーの人手不足に対応する為、ここ最近は製作にも参加する事がある。但しその経験をまだデザインには活かしきれていない様で、制作現場からリテイクを出される事もしばしば。

### Paul Jr. Designs.とその協力者
ポール・タトル・ジュニア (Paul Teutul Junior：ポーリィ)
ポールシニアの長男にして、OCCの中心的なバイクビルダーでありデザイナーであった。しかし、勤務態度やバイク製作の方針を巡って頻繁に父、ポール・シニアと激突する。そんな彼ら親子の口喧嘩がこの番組の見所の一つ。とにかく、掃除・整理整頓が嫌い（と言うより苦手）で、掃除をすると周囲（特にヴィニー）が驚く（クリスマスバイク2）。
結構頑固で、一度決めたことは曲げようとしない。高校時代は、花形クォーターバックだった。趣味はバス釣りとクレー射撃で、バス釣りの腕はプロ級。ジュニアの趣味が高じ、OCCはバスフィッシングチームのスポンサーになり、ジュニア自身もサポートアングラーとしてプロツアーの試合を経験している。ヘリチョッパー#2で、学習障害である事を明かしている。
シーズン6のNHLバイク・B2爆撃機バイク製作の回で、シニアと今までにない喧嘩を繰り広げ、解雇を言い渡される。その後、一時的に復帰するものの最終的にOCCを辞める事を決意。(一部条件付きながらコンサルタントとして関わる予定だったが、それも立ち消えになった)。(米空軍のバイク)その後、1年半前位から付き合っている彼女(レーチェル)のブティック起業を手伝う傍ら、2009年9月18日(現地時間)、自らのデザイン設計会社兼バイクショップPaul Jr. Designs.を起業した。
コールマン社の新製品である「ロードトリップグリル」のオリジナルデザインモデルの製作で、デザイナーデビューを果たした。また、ジュニアが20%所有するOCC株の事でシニアと訴訟関係にあったが、株式をOCC側へ売却・ブラックウィドーバイクをPJDへ譲渡する事で和解が成立。
ブレンドン (Brendon)
元OCCのクルー。ポール・ジュニアがPaul Jr. Designs.でバイク製作を事業としてスタートするに当たり、ヴィニーの負担を減らす為にPaul Jr. Designs.に招いた。パートタイマーとしてだが、抜群の溶接技術でPaul Jr. Designs.をサポートする。
レイチェル・タトル (Rachael Teutul：レイチェル)
ポール・ジュニアの妻（シーズン6内で結婚している）。Paul Jr. Designs.では、オフィスマネージャーと衣服デザイナーとして、そして家庭では妻としてビジネスの現場で戦うポール・ジュニアを支える。
ジョー・プリファコ (Joe Pulifiaco : Joe)
Paul Jr. Designs.の事務の取りまとめ役（シニア・オフィスマネージャー）。元はOCCのオフィスマネージャーだったが、OCCの人員整理計画の影響で職を失った後、ジュニアのPJD新規起業の話を聞き、Paul Jr. Designs.に移籍する。技術屋集団を支える名番頭である。
マイケル・タトル (Michael Teutulマイキー)
ポールシニアの三男。職を転々とし、家業だったオレンジカウンティ鉄工所を退職（次男に追い出される）後、OCCに電話番兼雑用係として就職（シニアに拾ってもらう）。やがて、拙いながらもバイク製作に関わるようになり、彼の名前を冠したバイク（マイキーズバイク、マイキー＆ヴィニーバイク）が作られる。くまのプーさんを想像させるその風貌からか、OCCのムードメーカー的な役割を担い、マスコット的存在であった。滅多にキレる事は無いが、一度だけ番組内で激しくキレて、仕事場を飛び出した事がある（ウェンディーズバイク#1）。溶接の腕はからっきしなので、バイク製作の際はパーツ運搬・力仕事・ヴィニーをからかう事が仕事だった。
その後、ホームページ管理を主業務とし、週40時間労働（ただし、15分遅刻で1時間強制残業のペナルティ付き）で雇用契約を結んだ（親子バイク対決#1）。シニア曰く、「一番頭に来る従業員だが、一番憎めない従業員」との事（親子バイク対決#2）。
真冬でも短パンでチョッパーの試乗テストをするらしい（OCCホームページより）。オレンジジュースは果肉が入っていないタイプを好む（スノコバイク#2）。
シニアとの対立からシーズン6の「Saginaw Chippewa族に捧げるバイク」(現地時間10月22日放送・日本では未放送)でOCCを解雇される。OCC解雇後から悪化していたアルコール依存症の治療の為、カウンセラーでもある母親の協力の下、1ヶ月リハビリテーション施設に入り、アルコール依存症を克服した。
現在は兄のデザイン設計会社であるPaul Jr. Designs.を手伝いながら、慈善事業への協力と念願のアート工房Mikey's Wolf Gang Galleryを開く。
ヴィンセント・ディマルティノ （Vincent DiMartino : Vinnie：ヴィニー）
Paul Jr. Designs.の中心人物のひとりで、チーフメカニックとしてジュニアを支える。ジュニアとは小学校時代からの友人（二人の父親も又、古い付き合いらしい）で、むらっ気の多い彼を良く補佐する。マイケルとの掛け合いは絶妙で、名コンビでもあり友人でもある。卓越した技術の持ち主で、ポール・ジュニアの信頼も厚い。OCCの数多いクルーの中も番組の常連として、親子以外ではダントツの出演回数を誇っていた。エキパイを担当する事が多いが、本人としてはタンクもやりたいらしい。
既婚者であり、妻と二人の子供がいる。親子喧嘩の間に挟まれ、仕事上の尻拭いをさせられる事も多く、「うんざりする」と番組内でよくこぼしている。アイオワ・ファームバイクの制作を最後にOCCを退職。（独立開業したかった事と、シニアの就業管理を快く思っていなかった事が原因の模様）その後、弟分のコーディーと共に「V-Force Customs」（バイオ燃料のバイク#2）を起業、経営していたが現在は休業中（サイトが閉鎖されている）。
新シリーズ「アメリカンチョッパー親子対決」では、友人としてポール・ジュニアを助ける為にPaul Jr. Designs.にビルダーとして参加し、久々の番組復帰を果たした。
シニアの事を未だに快く思っておらず、OCCとPaul Jr. Designs.に一切の関わりが無い事をジュニアに念入りに確認していた程である。
コーディー・コネリー (Cody Connelly : Cody)
15歳でOCCのクルーとなり、夜間高校に通いながら仕事を続けていた。「師匠」とも言えるポールシニアの薫陶を受けて、オールドスクール作りに励む。ジュニア達にとっては弟のような存在であり、また頼りになるメカニックである。夜間高校卒業後、バイク作りの専門学校であるAMIに入る為、一時的にOCCを離れた（復帰した時期は不明）。
2007年12月、OCCを退職し先にOCCを去ったヴィニーと共に「V-Force Customs」を起業したが、現在はヴィニーと共にPaul Jr. Designs.を支えている。
新シリーズ「アメリカンチョッパー親子対決」では、ヴィニーと共にジュニアを助ける為にPaul Jr. Designs.にビルダーとして参加、久々の番組復帰を果たした。
ロバート・"ナブ"・コラード （Robert "Nub" Collard：ナビィー）
バイク塗装店であるNUB GRAFIXを経営する。OCC（特にジュニア）からの無理な要求に対し、顔色一つ変えずにこなしてしまう。結構いかつい印象を受けるが、子供受けは良いらしい。
新シリーズ「アメリカンチョッパー親子対決」では、Paul Jr. Designs.に協力する立場をとる。

### その他人物
ダン・タトル （Dan Teutul：ダニー）
親子バイク対決#2で初登場。ポール・シニアが創業したオレンジカウンティ鉄工所（Orange County Ironworks）を2004年に買い取り、経営する。仕事に対して頑固な部分は父親譲り。シニアの孫にあたる2人の息子と3人の娘がいる。

## OCC

### 創業
元々、ポールシニアは家業であった鉄工所（オレンジカウンティ鉄工所）を経営する傍ら、趣味でカスタム・バイクを製作していた。
その後、鉄工所を次男（ダン）に継がせて、カスタムチョッパー専門の工房オレンジ・カウンティ・チョッパーズ(OCC : Orange County Choppers)を創業した。
とはいっても、最初は鉄工所の地下室での製作だった。
当初は注文も少なく、何度も店を畳むことを考えた。
しかし、テレビでの放送で大反響になり、急成長。
工房も数回新設して、現在はオリジナルグッズの販売店、そして代理店を持てる程になっている。

### 所在地
タトル一家はニューヨーク出身であり、OCCもニューヨークのオレンジ・カウンティに本拠を置く。
が、オレンジ・カウンティという地名はアメリカ国内に幾つかあり、しばしばカリフォルニア州の高級住宅地や、オーランドのテーマパーク周辺と間違われる事がある（OCCのホームページでも、「OCCについて」と言う項目に「OCCはカルフォルニアではなく、ニューヨークにある」と書かれている。多分、相当に間違われるのであろう）。
現在、OCCの本社兼工場はニューバーグ市のスチュアート国際空港そばに移転し、ショールームとあわせた形でリニューアルオープンしている。一時期、ショールーム移転による負債から移転前の旧事業所へ戻ろうとしていたが、雪害による被害が大きかった為に断念。その所有地は再整備後に売却された模様。

## Paul Jr. Designs.

### 創業
ポール・シニアとの大喧嘩の末、OCCを退職したポール・ジュニアがデザインの腕を活かす為に創業したデザイン設計会社兼バイクショップ。
カスタムバイクの製作に関しては、V-Force Customのヴィニーとコーディーを中心にOCC時代にジュニアと関わりが深かったメンバーがサポートしている。

### 所在地
所在地は、以前OCCが事業所を置いていたストーンキャッスル通り（しかも、OCCの旧事業所の２軒隣り）である。
一時期、事業所の中に、マイキーのアート工房があった。（現在は、ニューヨーク州ベーコンに自宅兼アートスタジオがある。）

## テレビエピソード
2008年1月末現在、シーズン4（アメリカ本国のカウント）まで放送が終了している。現在アメリカ本国（ディスカバリーチャンネル系列のTLCでTurbo zoneの一番組として放送中）では2008年1月より新エピソードとしてシーズン5の放送がスタートする。
又、スペシャルエピソードについても全て放送している。
基本的に、前後編2話でエピソードを完結させるスタイルを取っているが、一部エピソードは1話完結型もしくは3話完結型を取っている。
又、ファンへの謝恩企画として実施されたFANtasyBikeは、1話完結型×4本を1エピソードとしてカウントする特殊な形態をとっている。
尚、パイロット版2作品については、日本では未放送である。
※エピソードの分け方は、ディスカバリーチャンネル（アメリカ本国）を基準としている。
※★は3話完結型のエピソード、☆は1話完結型のエピソードである。
※アメリカと日本では放送順番が異なる場合がある。

### パイロット版（日本未放送）
- アメリカンチョッパー・ジェットバイク（OCCを世に知らしめた最初のテレビ作品）
- アメリカンチョッパーII・Biketoberfest（シーズン1で放送されるフロリダバイクウィークの原型とも言える作品）

### シーズン1
- ブラックウィドーバイク（このバイクで、ジュニアのバイクビルダーとしての知名度が格段に高まったと言われる）
- レースカーバイク
- ファイアーバイク（9.11テロで亡くなった消防士の追悼を目的としたトリビュートバイク）
- ☆フロリダバイクウィーク（ファイアーバイク前後編の間で放送されているが、独立したタイトルが付いている為、エピソードとしてカウント）
- シニアのオールドスクールバイク（後編後半で、コマンチェバイクのテーマ取材を収録している為、1.5話完結とされている）
- ★コマンチェバイク
- マイキーズバイク（マイキーは、このバイクの試運転の為にチョッパーの運転できる大型バイク免許を取得した）
- ツールバイク
- ☆NYジェッツのバイク（このバイクがきっかけとなって、NFL公認デザインチョッパーの製作・販売が後に実施される）
- ★POW/MIAバイク
- ミラー・エレクトロニック社のバイク
- ジェイ・レノのバイク
- 自由の女神バイク（ニューヨークの自由の女神像が改修された際に出た銅の破片を、バイクの外装に使用している）
- ディキシーチョッパー
- ☆クリスマスバイク（オレンジカウンティでの慈善事業としてシニアがサンタを演じるに当たり、トナカイをモチーフにしたバイクを製作した）

### シーズン2
- マイキー＆ヴィニーズバイク（唯一、番組内で完成した事が明確に分かるシーンが出なかったバイク。但し、テスト走行のシーンは後日談としてエンディング前に出ている）
- アイ,ロボットバイク（このバイクがきっかけで、エラゴンバイクの製作が依頼された）
- ☆デービス・ラブIII世のバイク
- ランス・アームストロングのバイク（このバイクの製作をきっかけとして、当時ディスカバリーチャンネルサイクルチームに所属していたランス・アームストロングとチャンネルのブランディングCMでの共演が実現した）
- ポリスバイク
- デビット・マンに捧げるバイク（製作途中でデビット・マンが逝去した為、テーマバイクからトリビュートバイクに方向転換した）
- ☆クリスマスバイク2（シーズン1で作成したクリスマスバイクにソリを追加している）
- キャロル・シェルビーのバイク
- リンカーンバイク
- ジュニアの夢のバイク［ブラックウィドーII］
- キャタピラー社のバイク
- ジレット社のバイク
- NAPA社のドラックバイク
- ミリタリーバイク
- ヤンキースバイク（松井秀喜もタンク部にサインを入れている）

### シーズン3
- スペースシャトルに捧げるバイク
- リックのバイク
- FANtasyバイク（4話完結・#4ではOCCとして初めてトライクを製作している）
- シニアのヴィンテージプロジェクト
- ウェンディーズバイク（マイキーが激しくキレて工房を出て行くシーンが放送される）
- スノコバイク
- ビル・マーレイのバイク
- ☆量産型バイク
- ☆OCC実演ショー（観客の目の前でバイクを作るイベントを行った様子をメイキングを含めて収録したもの）
- ☆メイク・ア・ウィッシュバイク（OCCの慈善活動がメイク・ア・ウィッシュに表彰された事をきっかけとしてオークション用に製作）

### シーズン4
- ブーツバイク（OCCの作品としては初めて、皮革をシート以外の外装に使用している）
- 親子バイク対決（次期量産型バイクを巡ってシニアのオールドスクールボバーとジュニアの量産仕様ブラックウィドーがファン投票で対決した）
- エラゴンバイク（アクシデントとは言え、初めてオフィシャルショップでカスタムバイクのお披露目が行われた）
- GoDaddy.com社のバイク（日本では、諸事情により予定された放送スケジュールが一度キャンセルされ、完結が大幅に延期された）
- Flowjetバイク（このエピソードより、フロージェット社より最新式のフロージェットを入手し、自社で高度な加工パーツが作れるようになった）
- HPバイク（OCCとしてははじめてハイテク機器を搭載したバイクを製作した）
- ピーヴィー・ギターのバイク
- バイロン・ネルソンのバイク
- ヘリチョッパー（シコルスキー・エアクラフト社のトリビュート・バイク）
- バイオ燃料のバイク（このエピソードを最後にヴィニーがOCCを退社している）

### シーズン5
- 米陸軍州兵のバイク（隊員募集活動の一環として制作。デザインは、陸軍州兵内のコンテストで募集し、その後OCCで選択した3つの案が元となっている）
- ガンダーマウンテンのオフロードバイク（大型アウトドアショップ仕様のエンデューロバイク）
- 「マイネーム・イズ・アール(My Name is Earl)」バイク / ミシガン大学フットボールチームバイク（2台が同時に製作された。完成後はオークションにかけられ、収益はメイク・ア・ウィッシュに寄贈された）
- クラフツマン・ツール社のバイク / ダイハード･バッテリー社のバイク（この製作に伴い、工具メーカーのクラフツマン・ツール社から大量の工具がOCCに贈られ、個人の作業効率が一気に向上した）
- ☆配管バイク（配管と暖房テクノロジーの会社、ヴィエガ・コーポレーションのためのチョッパー）
- ☆Klipsch社バイク（クリプシュ・オーディオ・テクノロジーのためのバイク）
- ☆BSN社バイク（サプリメントを製造販売するBSN社のためのバイク）
- ☆マニトウォク社のバイク（巨大な建築用クレーンの会社、マニトウォク・クレーン・グループのためのバイク）
- ☆授賞式のためのバイク（OCCが第8回V-Twin EXPOで量産型バイク賞を受賞したことに伴い、展示用に既存型3種と試作品2種を同時に製作した）
- ☆ペンギンバイク（建築物の外断熱システムや断熱材などを手がけるドライビット社のためのチョッパー。同社のマスコットキャラクターであるコウテイペンギンを主モチーフにしている）
- ☆ジェットコースターバイク（ニューヨーク州のダリエン・レイク・テーマパーク・リゾートのジェットコースターをテーマとしたバイク。同園とOCCがコラボレートしたコースターが作られることを記念して製作された）
- ☆NYジャイアンツのバイク（ポールが大ファンで、長年製作を申し入れていたが、2007年のスーパーボウル優勝によって製作許可が下りたもの）
- ☆メルセデス・ベンツ・バイク（メルセデス・ベンツAMGをテーマにしたチョッパー。塗装もメルセデス・ベンツ車用のシルバー（リキッドメタル色）塗料の提供を受けて使用した）
- ☆ボウリング・バイク（全米でボウリング場を展開するストライク・テン・エンターテイメントのためのチョッパー）
- ☆マカフ・インダストリーズバイク（給油時のガソリン飛び散りを防止するグッズを販売するマカフ社のためのチョッパー。OCC初の燃料噴射式エンジン（S&S Xウェッジ）を搭載したもの）
- ☆RJRメモリアル（OCCがチャリティーのRJRメモリアル・カー・ショーを主催することになり、OCCの一同は準備に奔走する。バイクの製作は無し。）
- ☆ウェブ・バイクスペシャルバイク（量産型「ブラックウィドーバイク」の装飾と配色を変更したスペシャルエディション）
- ☆スティーブ・ワイリックバイク / ICEEバイク（消失マジックで有名なイリュージョニスト、スティーブ・ワイリックのラスベガスでの1000回目のショーを記念したバイクと、フローズンドリンクで有名なICEE社の懸賞用スペシャルペイントバイク。この回からペインターとしてロブが参加）
- ☆1957年シェビーバイク（空間デザインを行うシュスラー・クリエイティブ社の要請で、1950-1960年代のアメリカを象徴する自動車である1957年型シボレーを、バイクで忠実に再現するというテーマに挑んだ）
- ☆ダッジ・ラムバイク

### シーズン6
- ☆米空軍のバイク / NHLバイク (B-2爆撃機をモチーフをしたバイクとNHLの為のバイクをそれぞれ制作。このエピソード内で口論の末にジュニアが解雇された）
- ☆ウッドストックバイク （ウッドストック・フェスティバルをモチーフにしたバイクを制作）
- ☆部品メーカーに捧げるバイク
- ☆アラスカ仕様のバイク
- ☆OCC10周年記念バイク
- ☆トライアンフ・カスタムバイク (ずっと放置されていたシニア個人所有のトライアンフをジュニアとマイケル3人でカスタム製作）
- ☆スキーリゾートのバイク
- ☆バイクプロジェクト鍾乳洞編 （ハウ洞窟からの依頼によるバイク制作）
- ☆OCCバンドのバイク
- ☆ドゥカティと夢のコラボ (OCCがドゥカティ社との販売契約を結び、その記念にカスタムドゥカティを制作。これ以降、作業場奥にドゥカティ用の作業スペースが映る事があった)
- ☆大家族の父に捧げるバイク
- ☆アブダビ警察のバイク（UAEのアブダビ警察から依頼されたバイク。複雑な板金加工とジムの複雑な機械加工による装飾品盛りだくさんの意欲作であったが、一度アラブまで納められた後にやり直しで再び戻ってくるという珍事が起きた。またこの時、事業拡大を進めるシニアとマイキーの間に大きなすれ違いを生み、後々へと続くこととなった）
- ☆天然ガス燃料バイク（OCC初の天然ガスを燃料としたバイクを制作。天然ガスを採掘するチェサピークエナジー社からの依頼。タンクは2重構造で内側にガスタンクを内蔵する。複雑な構造にスタッフ皆が苦労しぶつかり合うも完成させた。ジュニアがデザイン会社（Paul Jr. Designs)を立ち上げ、初仕事でコールマン社のBBQグリルのデザインを開始する）
- ☆ネイティブアメリカンのバイク
- ☆電動バイク（SIEMENS社からの依頼でOCC初の電動チョッパーを制作。鉛バッテリーを6つ(72V)と15kWのDCモーターを搭載）
- ☆サイドカー付きバイク（カナダ トロントで救急ヘリを運営しているOrnge社のバイク。ストレッチャー（担架）を搭載できるオリジナルサイドカー付きチョッパーを制作）
- ☆完全試合投手へのバイク (マーク・バーリー選手（当時シカゴ・ホワイトソックス）が完全試合を達成した記念に彼の妻からプレゼントの為に依頼された）
- ☆退役軍人に捧げるバイク (負傷した退役軍人への手術を支援するNPO団体からの依頼。オークションへ出品され売上は寄付された）
- ☆6-19（チョッパートライク。下半身の病気により2輪に乗れなくなってしまった一般客からのトライクの制作依頼）
- ☆6-20 (ブラックウィドーバイク5。「ブラックウィドー」とあだ名で呼ばれているビリアードチャンピオン：ジャネット・リーからの依頼。量産型をベースに新たにアレンジされたブラックウィドーバイクを制作した。マイケルがアルコール依存から脱却する為に行っていたリハビリ施設から戻り、OCCからも抜けた新たな生活へと踏み出した）
- ☆6-21 (車イスバイク。脊髄損傷などによるマヒの障害を支援するクリストファー・リーヴ財団からの依頼で車いすのまま乗り込み運転できるバイクを制作。車いすのまま乗れるよう3輪となり、車いすの固定具のついた操縦スペースや、リンクを介してハンドルバーがタンク手前にくるなどユニークなバイクとなった）
- ☆6-22 (ハイブリッドバイク。電気機器・制御機器等のメーカー、シュナイダーエレクトリック社からの依頼。通常のエンジンに加えモーター2基と115Vリチウムイオンバッテリー2基を搭載したハイブリッド動力のバイクを制作。PLCにて制御され、低燃費走行からエンジン+モーター2基のハイパワー走行も可能とした。タンク上にPLC用のタッチパネルがつく）
- ☆6-23 (グライディエーター社のバイク。工具キャビネットなどのガレージ用品ブランド、グラディエーター（GLADIATOR GARAGEWORKS)からの依頼によるテーマバイク。同社の特徴である木の天板やダイアモンドプレート（縞鋼板）をデザインに取り込んだ。マイキーが前回からスタンダップコメディアンのレッスンを受け、コメディーショーデビューの為に奮闘した）
- ☆6-24 (ディーゼルバイク）
- ☆6-25 (NASCARバイク）
- ☆6-26 (コバルト社のバイク。工具メーカー コバルト社からの制作依頼。依頼主側のデザイナーによる細かいバイクデザイン画を持参しての依頼という初のパターン。そしてシニアがカンザス州でOCCのテーマレストランを立ち上げ新事業にも手を広げる。このエピソードでジュニアがレイチェルとの婚約を家族へ発表した）

### シーズン7(親子対決シーズン1)
◎OCC製作
- ドラッグレースの為の電動バイク（スタージス・バイクラリーで発表された。）
- フリーダム・バイク（全米戦没兵記念公園を運営する財団の博物館建設チャリティーの趣旨に賛同して作られたバイク）
- シカゴ・ブラックホークスのバイク（NHL制覇を記念して製作された。NHLの優勝杯であるスタンレーカップを載せる台がオプションで付属している。）

◎Paul Jr.Designs.製作
- アンチヴェノムバイク（ガイコ・バイクと同時にスタージス・バイクラリーで発表された。Paul Jr.Designs.第１号のバイク。）
- ガイコ・バイク（アンチヴェノムバイクと同時にスタージス・バイクラリーで発表された。OCCでも一時期仕事をしていたブランドンが、ここからPaul Jr.Designs.に参加する。）
- ブリングスターの改造ＡＴＶ

### スペシャルエピソード
- ☆マイキースペシャル
- ☆マイケルセレブリティ（マイキーの司会で進行される珍場面集）
- ☆ジュニアvsシニア（ジュニアとシニアの違いが明確に分かるように構成された名珍場面集）
- ☆ビリー・ジョエルのスペシャルバイク（2時間枠。日本では日曜スペシャルプログラム枠で放送）
- ☆ヨーロッパスペシャル（2時間枠。日本では日曜スペシャルプログラム枠で放送）
- ☆アメリカンチョッパーの舞台裏（マイキーがハンディカムで撮影の舞台裏を撮影している）
- ☆OCCの歴史
- ☆新マイキースペシャル（マイキーとヴィニーの名コンビがOCCクルーの為にボストンまでロブスターを取りに行くロードストーリー）
- ☆オーストラリアスペシャル（2時間枠。日本では日曜スペシャルプログラム枠で放送）

## DVDその他
今まで、ディスカバリーチャンネルの本国であるアメリカでは、数多くのDVDが販売されていたが、ファンの多い日本では販売されておらず、発売が待たれていた。2006年12月22日にアーティストハウスエンタテインメントから、シーズン1の中から選ばれたエピソードがDVDボックスとして販売された。
DVDの映像に関しては、ディスカバリーチャンネルで放送されている物をそのまま使用している（CM前の映像は入っていないが、日本では放送されていない予告が入っている）が、一部字幕翻訳に関しては手直し（不適切な発言に関する翻訳の変更、タイトルシーンの一部の翻訳差し替え、曜日・場所・氏名への字幕の追加等）がされている。
又、シーズン1からの再放送が切望されていたが、ソニーが運営する無料IPテレビサービス「branco(ブランコ)」で2008年3月31日昼よりシーズン1のエピソードの再放送（ディスカバリー・セレクトにてオリジナル版を２話連続で放送）を開始したが、brancoのサービス終了と合わせて再放送も終了した。

## ネットミーム
2009年4月に放送された、ポール・タトル・シニアとジュニアが会社独立を巡って激しく口論するシーンは、「老人と中年男性が激しく言い合う場面を漫画風に並べたコラ画像」として2011年から欧米圏のみならず日本でもネットミームとして広く知られるようになった。

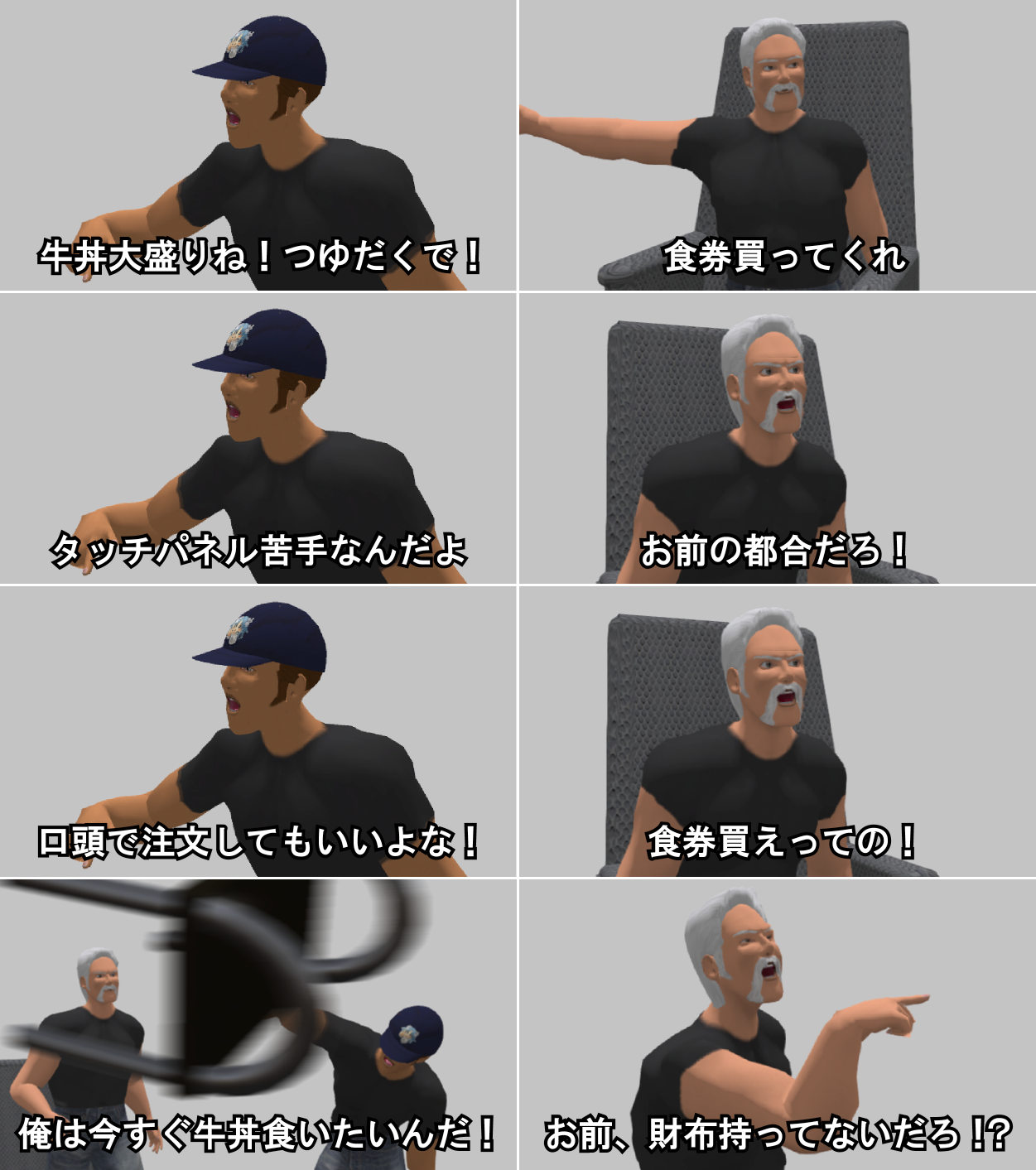
パターン例